# Pellegrino Valente
Pellegrino Valente (Foggia, 15 maggio 1951) è un ex calciatore italiano, di ruolo difensore o centrocampista.

## Caratteristiche tecniche
È un terzino che sa anche giostrare a centrocampo dimostrando spiccata personalità, notevole spavalderia nell'affrontare avversari anche più quotati di lui facendo valere nei contrasti scatto e capacità di recupero notevoli. Sa anche sganciarsi con pericolosità in fase offensiva.

## Carriera
Cresciuto nel Foggia, Valente inizia la sua carriera professionistica all'età di 19 quando dalla  Primavera viene chiamato in prima squadra su espressa richiesta di Lauro Toneatto che non esita a lanciarlo subito tra i titolari ottenendo subito confortanti risultati.

Valente, Magistrelli e Bedin alla Sampdoria a metà degli anni 1970.

È tra i protagonisti della promozione in serie A della stagione 1972-73 e si fa valere anche l'anno dopo nella massima serie malgrado l'immediata retrocessione dei Satanelli.
Ceduto alla Sampdoria per 300 milioni, disputa 3 stagioni con la squadra blucerchiata. Nel 1977-78 passa al Napoli dove si ferma per tre anni, per poi trasferirsi ad Avellino distinguendosi sempre per la positività del suo rendimento.
A causa di contrasti con Luís Vinício nel 1981 viene ceduto in occasione del calciomercato d'ottobre al Verona nelle cui file riconquista la serie A. Ma l'anno dopo anziché seguire la squadra scaligera nella massima serie preferisce tornare a Foggia dove conclude la carriera e vive tuttora.
In carriera ha totalizzato complessivamente 189 presenze e 12 reti in Serie A e 82 presenze e 2 reti in Serie B.

## Palmarès

### Club

#### Competizioni nazionali
- Campionato italiano di Serie B: 1

Verona: 1981-1982